# Lippe-Brake
Lippe-Brake fue un condado situado en Alemania. Fue creado en 1613 después de la muerte del Conde Simón VI de Lippe, cuando fue dividido entre sus tres hijos varones; su segundo hijo Otón recibió el territorio de Lippe-Brake. A la muerte del Conde Luis Fernando en 1709, Lippe-Brake fue heredado por la línea sénior de Lippe-Detmold.

## Condes de Lippe-Brake (1613-1709)
- Otón (1613-1659)
- Casimiro (1659-1700)
- Rodolfo (1700-1707)
- Luis Fernando (1707-1709)

A Lippe-Detmold en 1709.